# توماس اوویان
توماس اوویان (تلفظ هلندی: [ˈtoːmɑs ˈʌuəjɑn]؛ زادهٔ ۲۴ ژوئن ۱۹۹۶) بازیکن فوتبال اهل هلند است که در پست مدافع چپ برای باشگاه شالکه ۰۴ در بوندسلیگا ۲ بازی می‌کند.

## دوران باشگاهی

### آلکمار
اوویجان در سال ۲۰۰۷ از باشگاه دوران کودکی خود "De Foresters" به آکادمی جوانان آزد آلکمار پیوست. در ۱۰ دسامبر ۲۰۱۵، او اولین بازی خود برای این باشگاه را در لیگ اروپا در مقابل اتلتیکو بیلبائو انجام داد و در دقیقه ۷۵ به جای پانتلیس هاتزیدیاکوس به بازی آمد. سه روز بعد، اوویجان اولین بازی خود در لیگ اریدیویژه هلند را نیز در بازی مقابل تیم زووله انجام داد. در همان فصل، او ۱۶ بازی و ۲ گل برای تیم رزرو یعنی جوانان آزد آلکمار انجام داد. علاوه بر این، او یک بار در  جام KNVB و سه بار در اریدیویسه ظاهر شد و با آلکمار در لیگ چهارم شد و به دور مقدماتی لیگ اروپا راه یافت.
در فصل بعد، او یک بار برای تیم رزرو و ۱۶ بار برای تیم اول در تمام مسابقات بازی کرد. در ادامه بازی‌های پلی آف برای حضور در دور مقدماتی لیگ اروپا، آلکمار به دور نهایی رسید، اما در نهایت در ضربات پنالتی مغلوب تیم اوترخت شد.
او در فصل ۲۰۱۸–۲۰۱۹ به عنوان بازیکن ثابت در ترکیب تیم ادامه داد در شش مسابقه در جام حذفی و ۳۱ بازی در لیگ ظاهر شد. آزد در آن سال به فینال جام حذفی رسید که در نهایت به فاینورد باخت. در لیگ، آزد مقام سوم را به خود اختصاص داد. او در فصل ۱۹–۲۰۱۸ نیز به عنوان بازیکن ثابت به کار خود ادامه داد و ۲ گل در ۳۱ بازی لیگ و یک گل - اولین گل خود در تورنمنت‌های اروپایی - در دور سوم مقدماتی لیگ اروپا مقابل تیم اوکراینی ماریوپل به ثمر رساند.
در شروع فصل ۲۰–۲۰۱۹، سرمربی جدید آرنه اشلوت بازیکن جوان تازه ظهور کرده اوون ویندال را در دفاع چپ ترجیح داد، که به این معنی بود که اوویجان بیشتر به عنوان یک هافبک ظاهر می‌شد و به‌طور فزاینده ای خود را از ترکیب اصلی دور تر می‌کرد. او این فصل را با ۱۰ بازی در اردیویسه و ۶ بازی در لیگ اروپا به پایان رساند.

### انتقال قرضی به اودینزه
اوویجان به صورت قرضی از آلکمار برای فصل ۲۱–۲۰۲۰ به باشگاه ایتالیایی اودینزه در سری آ پیوست. او اولین بازی خود را برای این تیم در ۲۷ سپتامبر ۲۰۲۰ در باخت ۱–۰ مقابل ورونا انجام داد.

### شالکه ۰۴
در ۱ ژوئن ۲۰۲۱، اوویان موافقت کرد که به صورت قرضی برای فصل ۲۲–۲۰۲۱ به شالکه ۰۴ بپیوندد و بندی نیز برای دائمی کردن این انتقال در قرارداد وی وجود داشت. در ۱۲ مه ۲۰۲۲ شالکه این بند را فعال کرد و به موجب این بند قرارداد توماس تا پایان فصل ۲۴–۲۰۲۳ تمدید شد.

## دوران ملی
اوویجان پنج بازی ملی برای تیم زیر ۱۷سال هلند انجام داد و با تیم زیر ۱۹سال در مسابقات قهرمانی اروپا زیر ۱۹سال در سال ۲۰۱۵ شرکت کرد. او در هر سه بازی برای هلند در مسابقات مورد استفاده قرار گرفت، اما پس از مرحله گروهی از دور رقابت‌ها حذف شدند. او سپس هشت بازی ملی برای زیر ۲۰سال به دست آورد، و اولین بازی خود را برای تیم زیر ۲۱سال هلند در ۱۵ نوامبر ۲۰۱۶ در مسابقات مقدماتی قهرمانی زیر ۱۷سال اروپا ۲۰۱۷ برابر پرتغال در دوتینخم انجام داد.

## افتخارات
شالکه ۰۴
- بوندس‌لیگا ۲ (۱): ۲۲–۲۰۲۱